# Sudár Tamás
Sudár Tamás (Budapest, 1941. július 13. – 2021. március 24.) magyar síugró.

## Pályafutása
1960-ban egy összesen három tagot számláló (Bartha Magdolna, Sajgó Pál és Sudár Tamás) csapat indult el az Egyesült Államokba, a téli olimpiára. A 19 éves, még ifjúsági korú versenyző, tapasztaltabb versenyzőket előzött meg, elsősorban nemzetközi eredményivel. Az olimpián nagy meglepetés érte a magyar küldöttséget, hiszen Sudár Tamás szerepelt a Life magazin címlapján. Sudár egyike a magyar síugrást népszerítők igencsak kis táborának.

## Eredményei
Olimpiai játékok:
- 1960. Squaw Valley (USA ) – 41. helyezést ért el
- 1964. Innsbruck (Ausztria ) – nem ért el helyezést

Magyar bajnokság:
- Csapatbajnok a Budapesti Honvéd színeiben 1963-ban és 1965ben. Csapattársai: Gellér László, Horváth János valamint Gellér Mihály.
- Egyéniben három évben – 1959, 1961, 1963 – szerzett ezüstérmet. Legyőzői, legnagyobb vetélytársai: Csávás László és Gellér László
- 1965. január 19-én a „Három-sánc” verseny keretében a Semmeringen, 75 méterrel pályacsúcsot ért el. Az összesítésben 615 ponttal a 6. helyen végzett.
- Részletesen  Síugrás. Magyar fejezet; Síugró magyar bajnokok listája